# Kaffe
Kaffe é uma implementação open-source da JVM feita sem se basear na implementação oficial da Sun (clean room design). Vem com um subconjunto do J2SE e ferramentas necessárias para uma plataforma Java.
Kaffe é uma JVM leve, rápida e portável. Quando comparada com a implementação da Sun, ela é significativamente menor. Então, apela para desenvolvedores de sistemas embutidos. Vem com compiladores just-in-time para várias arquiteturas de CPU. Foi portada para mais de 70 sistemas, indo desde dispositivos embutidos SuperH até mainframes zSeries, passando pelo PlayStation 2.
Kaffe é um Software livre, licenciado sob a GPL e desenvolvido por uma equipe de programadores espalhada pelo mundo.